# Dicranopteris gigantea
Dicranopteris gigantea là một loài dương xỉ trong họ Gleicheniaceae. Loài này được Wall. ex Hook. Underw. mô tả khoa học đầu tiên năm 1907.